# Hermokrates (Koroplast)
Hermokrates (altgriechisch Ἑρμοκράτης) war ein griechischer Koroplast, der im 2. Jahrhundert v. Chr. in Myrina tätig war.
Hermokrates ist nur von Signaturen auf zwei Typen griechischer Tonstatuetten drapierter Frauen. Beide fanden ihren Weg in die Berliner Antikensammlung. Eine befindet sich dort noch heute, die andere ist mittlerweile verschollen.